# Weyl-Integral
In der Mathematik ist das Weyl-Integral (benannt nach Hermann Weyl) ein Operator, der im Rahmen der fraktionalen Infinitesimalrechnung definiert ist. Er wirkt auf Funktionen {\displaystyle f} auf dem Einheitskreis, deren Integral Null ist und die eine Fourierreihe besitzen. Mit anderen Worten: Die Funktion {\displaystyle f} besitzt eine Fourierreihe der Form:
{\displaystyle \sum _{n=-\infty }^{\infty }a_{n}e^{in\theta }}
wobei {\displaystyle a_{0}=0} ist.
Dann ist der Weyl-Integral-Operator {\displaystyle s}-ter Ordnung definiert als:
{\displaystyle \sum _{n=-\infty }^{\infty }(in)^{s}a_{n}e^{in\theta }}
Hier kann {\displaystyle s} jeden beliebigen reellen Wert annehmen. Für ganzzahlige Werte von {\displaystyle s} entspricht die Fourierreihe der erwarteten {\displaystyle s}-ten Ableitung, für {\displaystyle s>0}, beziehungsweise der erwarteten ({\displaystyle -s})-ten Stammfunktion, normiert durch Integration ab {\displaystyle \theta =0}.
Die Bedingung {\displaystyle a_{0}=0} sorgt hier dafür, im Falle negativer {\displaystyle s} eine Division durch Null auszuschließen. Diese Definition stammt von Hermann Weyl.

## Belege
- P. I. Lizorkin (2001) [1994], Fractional integration and differentiation. Encyclopedia of Mathematics, EMS Press (englisch)